# 三原佐知子
三原 佐知子（みはら さちこ、1939年（昭和14年）5月20日 - ）は女流浪曲師。本名は鳥越幸子。浪曲親友協会所属、同協会理事。
三重県熊野市の生まれ、叔父が浪曲の近江勝で実の父も浪曲好きで志したが悪声で断念。1954年の15歳で叔父の近江勝の元に入門し近江五十鈴名乗り、1955年に「出世のわらじ」で初舞台。1959年に小松千鶴と改名、1976年に「母恋あいや節」のラジオでの出演が評判を呼び一躍人気を得る。1978年6月に大阪郵便貯金ホール（上本町）で現在の三原佐知子に改名。
現在でも「一心寺」での会など積極的に口演を行なっている。浪曲だけにとどまらず民謡から歌謡曲も謡う。

## レコード
- 「母恋あいや節」
- 「じょんから流転」

他レコード、テープ、CD多数。

## 註
1. ↑  中京節の初代浪花家辰丸の流れの初代原雷右衛門の門下で原玉若から雲井若竜、大和呑州を経て近江勝となった。